# France 5
 France 5 és un canal de televisió públic pertanyent al grup France Télévisions. Fou creat en 1994 i està enfocat en una programació cultural i educativa, amb especial atenció als programes divulgatius, els documentals i els espais de debat.
En la seua emissió analògica comparteix el seu senyal amb el canal Arte, mentre que en la televisió digital terrestre emet durant les vint-i-quatre hores.

## Història
El govern d'Edouard Balladur creà per llei la cadena de televisió l'1 de febrer de 1994, amb la intenció d'ocupar la freqüència que La Cinq deixà vacant després de la seua desaparició en 1992 i que, de forma momentània, també ocupà Arte i Télé emploi. La nova emissora s'anomenaria La Cinquième, estaria dedicada segons el president Balladur al "saber, la formació i l'ocupació", i el seu primer president seria el periodista Jean-Marie Cavada.
La inauguració de La Cinquième se produí el 13 de desembre de 1994 amb una gala en la qual es desvelaren totes les bases de la programació: de 7:00 a 19:00 el canal seria ocupat per la nova emissora, mentre que en la resta d'hores passaria a emetre el canal Art. En els seus primers anys els programes de la cinquena cadena destacarien per tenir uns formats de curta durada, amb una vocació divulgativa i pedagògica.
Al març de 1997 el govern de Lionel Jospin imposa la fusió de La Cinquième amb La Sept-ARTE (actual Arte France), amb el que Art i el cinquè canal compartirien freqüències, impulsant a més un canvi en la programació per a atraure a més públic. En 1999 entra en l'accionariat la cadena francòfona TV5 i es modifica el logotip del canal.
De forma paral·lela, al maig de 1999 l'Assemblea nacional aprova el projecte de llei que pretén agrupar totes les cadenes públiques en un holding. El 2 d'agost de 2000 La Cinquième passa a integrar-se en el grup France Télévision amb Jean-Pierre Cottet com a director, i un any després renova per complet el 80% de la seua programació. El 7 de gener de 2002 la cadena passa a cridar-se France 5 i canvia el seu logotip, al mateix temps que la resta de cadenes del grup, al març del mateix any.
Les audiències del canal assoliren una millorança, passant del 4,5% inicial en 1994 a un màxim de 7,3% en 2006.